# John Hester
John Graves Hester (né le 14 septembre 1983 à Atlanta, Géorgie, États-Unis) est un receveur de baseball sous contrat avec les Phillies de Philadelphie en Ligue majeure.

## Carrière
Après des études secondaires à la Marist High School d'Atlanta (Géorgie), John Hester suit des études supérieures à l'Université Stanford où il porte les couleurs du Stanford Cardinal de 2003 à 2006.  
Il est drafté le 6 juin 2006 par les Diamondbacks de l'Arizona au treizième tour de sélection et signe son premier contrat professionnel le 15 juin 2006. 
Hester gravit rapidement les échelons en ligue mineure, pour atteindre en 2009 le niveau Triple-A. À la fin août, Hester frappe dans une moyenne au bâton de ,328 en 92 parties pour les Aces de Reno de la Ligue de la côte du Pacifique, lorsqu'il reçoit l'appel des Diamondbacks. Il fait donc ses débuts dans les majeures avec cette équipe le 28 août 2009 et devient le jour même de son rappel des mineures, le 101e joueur de l'histoire à frapper un coup de circuit à sa toute première présence au bâton. Il réussit comme frappeur suppléant un circuit de deux points face au releveur Wilton Lopez, des Astros de Houston. Hester termine la saison 2009 avec Arizona, et maintient une moyenne au bâton de ,250 avec quatre points produits durant cette période.
Le receveur commence la saison 2010 avec les Diamondbacks, et joue 38 parties avec Arizona. Il passe une partie de l'année à Reno, dans le Triple-A, où il frappe pour, 370 en 37 parties. 
Le 30 avril 2011, Hester est échangé aux Orioles de Baltimore. Les Diamondbacks l'y envoient pour compléter une transaction conclue le 6 décembre 2010 et ayant impliqué, entre autres, Mark Reynolds.
Le 21 avril 2012, Hester est mis sous contrat par les Angels de Los Angeles d'Anaheim. Il joue 39 matchs avec l'équipe cette année-là mais un seul en 2013. Il s'aligne en 2013 et 2014 avec les Bees de Salt Lake, club-école des Angels.

## Statistiques
| Saison | Équipe  | G  | AB  | R  | H  | 2B | 3B | HR | RBI | SB | BA    |
| ------ | ------- | -- | --- | -- | -- | -- | -- | -- | --- | -- | ----- |
| 2009   | Arizona | 15 | 28  | 4  | 7  | 2  | 0  | 1  | 4   | 0  | 0,250 |
| 2010   | Arizona | 38 | 95  | 9  | 20 | 7  | 0  | 2  | 7   | 1  | 0,211 |
| Totaux | Totaux  | 53 | 123 | 13 | 27 | 9  | 0  | 3  | 11  | 1  | 0,220 |

Note : G = Matches joués ; AB = Passages au bâton; R = Points ; H = Coups sûrs ; 2B = Doubles ; 3B = Triples ; 
HR = Coup de circuit ; RBI = Points produits ; SB = Buts volés ; BA = Moyenne au bâton.